# Severin Cornet
Séverin Cornet (Valencijn, omstreeks 1520 – Antwerpen, 1582 of 1583) was een componist uit de Franco-Vlaamse School van polyfonisten.
Na zijn opleiding in Napels werd hij in Antwerpen als zanger in dienst genomen. Vanaf 1572 werkte hij er als kapelmeester aan de Onze-Lieve-Vrouwekerk. Een jaar voor zijn dood verloor hij zijn betrekking. Vergeefs solliciteerde hij naar de betrekking van kapelmeester bij de aartshertog in Innsbruck.
Cornet schiep talrijke vocale werken, waaronder meerstemmige madrigalen en Franse chansons. Zijn vorming in Italië blijf in al deze werken hoorbaar.
Onder zijn uitgave van "Chansons françoyses à 5. 6. et 8. parties", in 1581 uitgegeven bij Christoffel Plantijn in Antwerpen (waarvan tot nog toe geen volledig exemplaar is teruggevonden, het Quintusstemboekje ontbreekt), bevindt zich - in weerwil van wat de titel doet vermoeden - ook één vijfstemmig Nederlands lied, "O edel Musica plaisant".
- Bibliothèque nationale de France: cb14795191d (data)
- Gemeinsame Normdatei: 1052707238
- International Standard Name Identifier: 0000 0001 0797 8608
- Library of Congress Control Number: no95043843
- MusicBrainz: d3c4ca00-42b9-42c7-a3da-d48b92ce8a23
- Nationale Bibliotheek van Tsjechië: pna2006338114
- Nationale Bibliotheek van Israël: 987007394000305171
- Réseau des bibliothèques de Suisse occidentale: 02-A003136054
- Système universitaire de documentation: 251491587
- Virtual International Authority File: 22405245
- WorldCat: E39PBJjXkrwgpm48fKdJB3xJjC